# براهمة السند
براهمة السند (632م - 712م)، والمعروفة أيضًا باسم سلالة جج أو سلالة سيلائج، كانت سلالة هندوسية حكمت منطقة السند، خلفًا لسلالة راي. تأتي معظم المعلومات حول وجودها من جج نامه، وهو سرد تاريخي لسلالة جج براهمة.
استمر أفراد هذه السلالة في إدارة أجزاء من السند تحت حكم الخلافة الأموية في السند بعد سقوطه سنة 712م. ومن بين هؤلاء الحكام حُليشة بن داهر و صِصة بن داهر.

## تاريخ
تأسست السلالة على يد براهمين يُدعى چچ الأروري بعد أن تزوج من أرملة راي ساهسي الثاني واغتصب سلالة راي البوذية. تم ضمان مطالبته أيضًا بمقتل شقيق راي سهاسي الثاني.
كان السبب وراء الغزو الأموي هو استيلاء القراصنة السند على الجزية المرسلة من ملك سرنديب إلى الخليفة الأموي. وقد منح الخليفة عبد الملك بن مروان جيشًا كبيرًا للوالي الحجاج بن يوسف من أجل الحملة، ولكن لم تُبذل أي محاولة لضم السند بسبب وفاة الخليفة. وفي عهد ابنه وخليفته الوليد الأول، قاد القائد محمد بن القاسم الثقفي الغزو الإسلامي للسند في سنة 712م.
خلال الصراع، تحالفت العشائر البوذية المحلية التي حافظت على ولائها لسلالة راي السابقة، مثل الجات (الزط)، مع الأمويين ضد داهر. قُتل آخر ملك هندوسي في السند، راجا داهِر، أثناء معركة أرور، وتم ضم السند إلى الدولة الأموية.

## حكام
الحكام المعروفون من سلالة البراهمة هم:
- جج بن سيلائج (حكم من سنة 632م إلى سنة 671م)
- جندر بن سيلائج (حكم من سنة 671م إلى سنة 679م)
- داهر بن جج (حكم من سنة 679م إلى سنة 712م)
- داهرسية بن جج (حكم من سنة 679م إلى سنة 709م)(1)

في ظل الدولة الأموية:
- حُليشة (جيسية) بن داهر (حكم من سنة 712م إلى سنة 724م)
- صصة (شيشة) بن داهر (حكم من سنة 724 إلى ؟)

## الهوامش
1: خلف داهر جندر في ألور، بينما أسس داهرسية نفسه في براهمن آباد. وعندما توفي داهرسية، احتل داهر براهمن آباد.